# Koskisaari (ö i Norra Savolax)
Koskisaari är en ö i Finland. Den ligger i forsen Äyskoski och i kommunen Tervo i den ekonomiska regionen  Inre Savolax  och landskapet Norra Savolax, i den centrala delen av landet, 300 km norr om huvudstaden Helsingfors. Öns area är 0,4 hektar och dess största längd är 160 meter i sydöst-nordvästlig riktning.